# Bata (Guinea Equatorial)
Bata és la ciutat més gran de la Guinea Equatorial; és la capital de la regió continental del país, Mbini o Río Muni, i de la província Litoral. Té una població aproximada de 230.282 habitants.
La ciutat està situada a la costa de l'oceà Atlàntic, Funciona com una terminal de transport i des del seu port surten els transbordadors cap a Malabo, la capital, i Douala, al Camerun. És coneguda per la seva lenta vida nocturna, el seu mercat i el seu aeroport. És el lloc d'origen de la cumbé (dansa popular antecessora de la cúmbia).

## Geografia
Situada en la costa de l'oceà Atlàntic, és un punt estratègic d'elevada afluència d'immigrants estrangers i nacionals que arriben pel seu port i el seu aeroport internacional, del que parteixen els transbordadors amb rumb a destinacions nacionals com San Antonio de Palé i Malabo, i internacionals a Europa, Àsia i Amèrica.
L'ètnia fang anomena la ciutat "mang" que significa mar, perquè es tracta d'una ciutat costanera on les ètnies autòctones són els ndowé, els fang i els bisío.

## Clima
El clima és Tropical Plujós amb fins a 1800 mm de pluja, el mes més fred i sec és febrer, mentre que el mes més càlid és agost i el més plujós és juny, l'estació seca va de desembre a març i la plujosa d'abril a novembre.

## Història
Algunes teories afirmen que la ciutat va ser fundada pels espanyols al començament del segle xix sobre un llogaret de l'ètnia ndowé. El 1907 Bata era un petit lloc militar i no tenia més de 237 habitants, entre els quals hi havia 37 blancs (21 espanyols, 9 francesos i 3 britànics). Nombroses empreses mercantils tenien factories i la seva activitat, després de la prohibició de la tracta d'esclaus, essencialment fou consagrada a l'explotació forestal: banús, ocume, caoba i altra. Dedicada als negocis, Bata era una ciutat cosmopolita. El seu desenvolupament es va accelerar ràpidament com ho mostra el seu creixement demogràfic: el nombre d'europeus va passar de 477 el 1942 a 1.426 el 1960, quan la ciutat només tenia 3.548 habitants.
Actualment, la ciutat de Bata s'afirma com la capital econòmica de Guinea Equatorial i el seu creixement demogràfic ha estat molt notable, passant a convertir-se a partir de la dècada de 1970 en l'urbs més poblada del país. Bata porta els estigmes dels trastorns polítics i socials que han marcat a l'antiga colònia espanyola al llarg del segle xx.
El 7 de març de 2021 es van produir diverses explosions molt a prop a una caserna militar de la ciutat.